# François Dosse
 (octobre 2024).
François Dosse, né le 21 septembre 1950, est un historien et épistémologue français, spécialisé en histoire intellectuelle.

## Biographie
Titulaire d'une maîtrise d'histoire intitulée Le PCF et le pouvoir entre 1944 et 1947 : analyse des textes officiels du PCF (1972, sous la direction de Madeleine Rebérioux), François Dosse est agrégé d'histoire (1973).
Le 7 décembre 1983, il soutient une thèse de troisième cycle intitulée L'école des Annales dans les médias depuis 1968, sous la direction de Jean Chesneaux, obtenue avec la mention très bien. Il poursuit depuis des recherches sur le structuralisme, le philosophe Paul Ricœur (sa biographie, Paul Ricœur. Les sens d'une vie, publiée en 1997, fait aujourd'hui autorité) et l'historien Michel de Certeau.
À partir de 1984, François Dosse est l'un des co-animateurs de la revue EspacesTemps où les réunions sont faites à son domicile en 1986,.
Le 12 décembre 2001, à l'Institut d'études politiques de Paris (IEP), il soutient son habilitation universitaire, intitulée Écoles, Paradigmes, Biographies… Jalons pour une Histoire intellectuelle. Son garant est Jean-François Sirinelli. Le jury est composé de Philippe Boutry, de Jean-Yves Mollier, de Pierre Nora et d'Henry Rousso.
En 2007, il publie Gilles Deleuze et Félix Guattari, biographie croisée, où il prend le pari de réhabiliter Guattari dans une histoire intellectuelle qui n'a retenu que Deleuze. En 2011, il consacre une biographie à l'historien Pierre Nora.
En 2023, François Dosse est professeur émérite des universités en histoire contemporaine à l'université Paris-Est-Créteil-Val-de-Marne et enseignant à l'Institut d'études politiques de Paris.

### Famille
Il est le fils de l'artiste peintre Tonia Cariffa.

## «L'histoire en miettes»
La notion d'« histoire en miettes », apparaît dans les travaux de François Dosse la première fois dans un article de 1974 pour la revue Politique Hebdo, le premier de l’historien. Elle sert ensuite de titre à son premier ouvrage en 1987 et à un article pour la revue EspacesTemps.
Ces travaux consistent en des études de l'historiographie française et en particulier de l'École des Annales et de ses évolutions et du courant de la Nouvelle Histoire. Premier domaine de spécialisation de l'auteur et thème de sa thèse.

## Publications
- L'Histoire en miettes. Des "Annales" à la "nouvelle histoire", Paris, La Découverte, 1987 (2e édition : Presses Pocket, "Agora", 1997).
- Histoire du structuralisme. Tome 1 : Le champ du signe, Paris, La Découverte, 1991.
- Histoire du structuralisme. Tome 2 : Le chant du cygne, Paris, La Découverte, 1992.
- L'Instant éclaté. Entretien avec Pierre Chaunu, Paris, Aubier, 1994.
- L'Empire du sens. L'humanisation des sciences humaines, Paris, La Découverte, 1995.
- Paul Ricœur. Les sens d'une vie, Paris, La Découverte, 1997.
- L'Histoire, Paris, Armand Colin, 2000.
- Michel de Certeau. Le marcheur blessé, Paris, La Découverte, 2002.
- La Marche des idées. Histoire des intellectuels, histoire intellectuelle, Paris, La Découverte, 2003.
- Le Pari biographique. Écrire une vie, Paris, La Découverte, 2005, 2011.
- Paul Ricœur, Michel de Certeau. Entre le dire et le faire, Paris, Cahiers de l'Herne, 2006.
- Paul Ricœur et les sciences humaines, Paris, La Découverte, 2007.
- Gilles Deleuze et Félix Guattari, biographie croisée, Paris, La Découverte, 2007.
- Historicités, codirigé par Christian Delacroix et Patrick Garcia, Paris, La Découverte, 2009[6].
- Renaissance de l'événement, Paris, PUF, coll. « Le nœud gordien », 2010.
- Pierre Nora. Homo Historicus, Paris, Perrin, 2011.
- Castoriadis. Une vie, Paris, La Découverte. 2014.
- Les Hommes de l’ombre : Portraits d'éditeurs, Paris: Perrin, 2014.
- Le Philosophe et le Président, Stock, 2017.
- La Saga des intellectuels français, tome I. À l'épreuve de l'histoire (1944-1968), Paris, Gallimard, 2018.
- La Saga des intellectuels français, tome II. L'Avenir en miettes (1968-1989), Paris, Gallimard, 2018.
- Pierre Vidal-Naquet. Une vie, La Découverte, 2020.
- Amitiés philosophiques, éditions Odile Jacob , 2021.
- Macron ou les illusions perdues - Les larmes de Paul Ricœur, Le Passeur, 2022.
- Les vérités du roman : Une histoire du temps présent, éditions Le Cerf , 2023.
- Vincennes. Heurs et malheurs de l'université de tous les possibles, Paris: Payot, 2024.

## Distinction
- [2019]  : Prix Eugène-Colas de l'Académie française pour La Saga des intellectuels français (1944-1989)[7],[8].